# 23172 Williamartin
23172 Williamartin è un asteroide della fascia principale. Scoperto nel 2000, presenta un'orbita caratterizzata da un semiasse maggiore pari a 2,2944117 UA e da un'eccentricità di 0,0391240, inclinata di 0,26827° rispetto all'eclittica.